# Nationaal park Parnassos
Het Nationaal park Parnassos (Grieks: Εθνικός δρυμός Παρνασσού, Ethnikós drumós Parnassoú) is een nationaal park op en rond de Parnassus (2457 m) in het zuiden van de landstreek Fokida, in Centraal-Griekenland.
Het nationaal park werd in 1938 opgericht en is 3513 hectare groot. De twee belangrijkste, vaak met sneeuw bedekte toppen van de Parnassus zijn de Tithorea en de Lycorea. Delphi ligt op de helling van de Parnassus. Het landschap bestaat uit karstgebieden, kalksteenkliffen en bossen van onder andere zwarte den en Griekse zilverspar.
Er leven in het nationaal park Parnassos wolf, wild zwijn, das en wezel. Onder de 854 plantensoorten in het park komen endemische plantensoorten voor zoals de Paeonia parnassica.